# Висока мода
Висо́ка мо́да, або от-кутю́р чи от кутю́р, від-кутю́р (фр. haute couture — «високе шиття»; фр. вимова: [ot kutyʁ]), — швацьке мистецтво високої якості. Сюди належить творчість провідних салонів мод, які задають тон міжнародній моді; унікальні моделі, що виробляються у знаменитих салонах мод на замовлення клієнта.

## Історія
Поняття от-кутюр виникло у середині XIX століття. Тоді почали з'являтися перші модельєри і відкриватися перші салони мод. Мода от-кутюр своєю появою зобов'язана Чарльзу Фредеріку Ворту. 1858 року цей англійський модельєр відкрив у Парижі свій Будинок моделей і першим розподілив колекції по сезонах. Після Ворта свій слід в історії високої моди залишили Поль Пуаре, Коко Шанель, Карл Лагерфельд, Мадлен Віоньє, Ельза Скіапареллі, Крістіан Діор, Емануель Унгаро, Андре Куреж, Жанна Ланвен, Лора Ешлі, Юбер де Живанші, Гі Ларош, Ів Сен-Лоран, П'єр Карден, Крістіан Лакруа, Жан-Поль Готьє, Мадам Гре, Ральф Руччі, Джанфранко Ферре, Джанні Версаче, Валентино Гаравані, Джон Гальяно та інші.

## Цікавий факт
Іноді можна натрапити на написання «від кутюр», окремі автори наполягають на його неприпустимості, попри вживання в різноманітних джерелах, в тому числі мовознавчих. Воно виникло при гіперкорекції рос. от кутюр — наслідок сприйняття його як сполучення родового відмінка множини з прийменником «от».